# Остерија (Арецо)
Остерија је насеље у Италији у округу Арецо, региону Тоскана.
Према процени из 2011. у насељу је живело 277 становника. Насеље се налази на надморској висини од 279 м.